# El M'hir
El M'hir (également orthographié El Mehir) est une commune de la wilaya de Bordj-Bou-Arreridj en Algérie.

## Géographie
El M'hir se situe au cœur des Bibans à environ 40 km au sud-ouest du chef-lieu de la wilaya Bordj-Bou-Arreridj et à environ 150 km d'Alger.
Quartiers et villages :
1. Elm'hir centre(langare)
2. Cité kelaleche h'mimed
3. E-chohada'
4. Elm'dama (bâtiments DNC)
5. Elbatoir
6. Matlaa e-chams
7. Touabet
8. Zouaouda
9. Selatna
10. Melèz
11. Boutouil
12. Remlia
13. Agueless
14. El h'for
15. Oued lemssane
16. Elm'ri
17. Timehlit
18. Ayyache
19. Arriguebet maiza
20. Djebbassa(est-ouest)
21. Hammam elbibane
22. Erbedji batha

## Économie
Avant et durant la colonisation française les habitants de cette région étaient des agriculteurs (fellahs), connus par l'élevage de bétail ,l'agriculture d'orge et de blé et les articles artisanaux issus d'Alfa.
On y trouve aussi un nombre important de carrières d'agrégats, qui a la fois diminue  le taux de chômage et détruit la faune et la flore a petit feu.
Dans les années 1970-1980 une partie de la population rejoint des grandes villes en Algérie pour travailler dans des sociétés et des usines étatiques ou privées.
Depuis les années 1990 à nos jours cette région a connu une moyenne pulsion dans le commerce, des restaurants, des ateliers de mécanique de maintenance de véhicules poids léger ou lourd ont été ouverts au bord de la route nationale N5 et RN60A.

## Culture et patrimoine
Enseignements
•18 écoles primaire                
•05 CEM
- Elkadima(Hadj Ben Mansour).  
-Eldjadida(Saadi Boutaghane). 
-Cem des frères Mimoune.  
-Cem Harguema Said.   
-Cem Kadri Elmelez. 
•02 Lycées. 
-Abdelhak Ben Hamouda.  
-Ben Sakhria Tayeb.  
Formation professionnelle.  
01cfpa.   
•Centre de Formation Rdjoua ESSaid.  
•01 école Coranique.  
Medrassat_ Elfourqan.

## Personnalités liées à la commune
- Ali Bencheikh, footballeur, y est né en 1955.